# Municipio de Cleveland (condado de White)
El municipio de Cleveland (en inglés: Cleveland Township) es un municipio ubicado en el condado de White en el estado estadounidense de Arkansas. En el año 2010 tenía una población de 117 habitantes y una densidad poblacional de 5,28 personas por km².

## Geografía
El municipio de Cleveland se encuentra ubicado en las coordenadas 35°9′40″N 92°2′25″O / 35.16111, -92.04028. Según la Oficina del Censo de los Estados Unidos, el municipio tiene una superficie total de 22.15 km², de la cual 22,15 km² corresponden a tierra firme y (0 %) 0 km² es agua.

## Demografía
Según el censo de 2010, había 117 personas residiendo en el municipio de Cleveland. La densidad de población era de 5,28 hab./km². De los 117 habitantes, el municipio de Cleveland estaba compuesto por el 96,58 % blancos, el 0,85 % eran afroamericanos, el 0,85 % eran amerindios y el 1,71 % eran de una mezcla de razas. Del total de la población el 0 % eran hispanos o latinos de cualquier raza.